# Norwegischer Fußballpokal der Männer 1959
Der norwegische Fußballpokal 1959 (kurz auch NM-Cup 1959 genannt) war die 54. Austragung des Fußballpokalwettbewerbs der Männer. Pokalsieger wurde Viking Stavanger. Das Team setzte sich im Finale gegen Sandefjord BK durch.

## 1. Runde
| Datum      |                        | Ergebnis  |                       |
| ---------- | ---------------------- | --------- | --------------------- |
| 15.05.1959 | SFK Lyn Oslo           | 11:00     | Bjørkelangen SF       |
| 16.05.1959 | Verdal IL              | 0:2       | Rosenborg Trondheim   |
| 17.05.1959 | Asker SK               | 6:0       | Åsen SK               |
|            | Aurskog IL             | 1:2       | Greåker IF            |
|            | Bangsund IL            | 0:3       | SK Nessegutten        |
|            | SK Baune               | 0:4       | IL Sandviken          |
|            | Biri IL                | 0:3       | FK Gjøvik Lyn         |
|            | Bryne FK               | 6:1       | Klepp IL              |
|            | Dahle IL               | 2:1       | Molde FK              |
|            | SK Djerv               | 2:1 n. V. | IL Varegg             |
|            | Drøbak/Frogn IL        | 0:4       | Sarpsborg FK          |
|            | Egersunds IK           | 2:1       | Stavanger IF          |
|            | Eik IF                 | 3:2       | Kongsberg IF          |
|            | Fana IL                | 0:5       | Brann Bergen          |
|            | Fossekallen IL         | 2:4       | Vålerenga Oslo        |
|            | Fram Larvik            | 3:1       | IF Borg               |
|            | Fredrikstad FK         | 11:10     | Ski IL                |
|            | SK Freidig             | 3:1       | SK Falken             |
|            | Gjøvik SK              | 1:5       | Raufoss IL            |
|            | Hafslund IF            | 0:2       | Frigg Oslo FK         |
|            | Hamar IL               | 2:1       | Sagene IF             |
|            | SK Hardy               | 0:3       | Årstad IL             |
|            | IL Hødd                | 1:0       | Måløy IL              |
|            | SK Jarl                | 4:2       | SK Haugar             |
|            | FK Jerv                | 1:2       | Storms BK             |
|            | Jevnaker IF            | 4:2       | Tønsbergs TF          |
|            | Kapp IF                | 5:1       | Stavsjø IL            |
|            | Kellmyra IL            | 2:7 n. V. | Strømmen IF           |
|            | Kragerø IF             | 2:1       | IK Grane Arendal      |
|            | FK Kvik Trondheim      | 7:1       | Clausenengen FK       |
|            | Langevåg IL            | 3:3 n. V. | Volda TI              |
|            | Lena IF                | 2:8       | Brumunddal IL         |
|            | Lillestrøm SK          | 11:20     | Namnå IL              |
|            | SK Mesna               | 0:2       | FK Fremad Lillehammer |
|            | Mjøndalen IF           | 7:0       | SK Falk Horten        |
|            | Moss FK                | 7:1       | SBK Drafn             |
|            | Nedenes IL             | 1:0       | FK Donn               |
|            | Neset FK               | 3:1       | IL Stjørdals-Blink    |
|            | Nymark IL              | 2:1       | Sogndal IL            |
|            | Odda IL                | 0:6       | SK Djerv 1919         |
|            | Os TF                  | 3:1       | Nordnes IL            |
|            | IF Pors                | 5:0       | IL Sørfjell           |
|            | SK Rapid Moss          | 3:0       | Østsiden IL           |
|            | IL Runar               | 2:0       | Drammens BK           |
|            | Sandaker SFK           | 2:0 n. V. | Ham-Kam               |
|            | Selbak TIF             | 5:0       | Navestad IF           |
|            | Skeid Oslo             | 2:1       | Sand IF               |
|            | Skiens BK              | 0:2       | Odds BK               |
|            | IF Skiens-Grane        | 2:0       | Ulefoss SF            |
|            | SK Snøgg               | 3:2       | Urædd FK              |
|            | FK Sparta Sarpsborg    | 1:0       | Lisleby FK            |
|            | Start Kristiansand     | 6:3       | FK Vigør              |
|            | Steinkjer FK           | 5:4       | SK Tryggkameratene    |
|            | IL Sverre              | 1:0       | Ranheim IL            |
|            | SK Træff               | 2:9       | Kristiansund FK       |
|            | Tynset IF              | 1:0       | SK Brage              |
|            | IF Tønsberg-Kameratene | 0:4       | Larvik Turn           |
|            | SK Vard Haugesund      | 2:1       | SK Ulf                |
|            | Vestfossen IF          | 2:1       | IL Spartacus Oslo     |
|            | Viking Stavanger       | 5:0       | Nærbø IL              |
|            | Vindbjart FK           | 2:2 n. V. | Flekkefjord FK        |
|            | FK Ørn                 | 5:0       | SK Sprint-Jeløy       |
|            | Aalesunds FK           | 1:0 n. V. | Skarbøvik IF          |
|            | Åssiden IF             | 0:1 n. V. | Sandefjord BK         |

### Wiederholungsspiele
| Datum      |                | Ergebnis |              |
| ---------- | -------------- | -------- | ------------ |
| 24.05.1959 | Flekkefjord FK | 4:0      | Vindbjart FK |
|            | Volda TI       | 0:4      | Langevåg IL  |

## 2. Runde
| Datum      |                       | Ergebnis  |                     |
| ---------- | --------------------- | --------- | ------------------- |
| 12.06.1959 | Hamar IL              | 1:2       | SFK Lyn Oslo        |
|            | Brann Bergen          | 2:1       | Nymark IL           |
| 13.06.1959 | Rosenborg Trondheim   | 2:1       | Neset FK            |
| 14.06.1959 | Asker SK              | 2:1       | FK Sparta Sarpsborg |
|            | Brumunddal IL         | 0:4       | Kapp IF             |
|            | SK Djerv 1919         | 2:1       | Bryne FK            |
|            | Egersunds IK          | 0:2       | SK Jarl             |
|            | Eik IF                | 6:0       | IL Runar Sandefjord |
|            | Flekkefjord FK        | 0:1       | Start Kristiansand  |
|            | FK Fremad Lillehammer | 6:1       | IL Sverre           |
|            | Frigg Oslo FK         | 2:0       | Moss FK             |
|            | FK Gjøvik Lyn         | 3:2       | Vestfossen IF       |
|            | Greåker IF            | 5:1       | Fram Larvik         |
|            | IL Hødd               | 4:0       | Langevåg IL         |
|            | Kristiansund FK       | 3:1       | Dahle IL            |
|            | FK Kvik Trondheim     | 2:1 n. V. | Aalesunds FK        |
|            | Larvik Turn           | 5:2       | IF Skiens-Grane     |
|            | SK Nessegutten        | 4:0       | Tynset IF           |
|            | Odds BK               | 4:0       | Nedenes IL          |
|            | Os TF                 | 0:1       | SK Djerv            |
|            | SK Rapid Moss         | 1:2       | Lillestrøm SK       |
|            | Raufoss IL            | 6:1       | Jevnaker IF         |
|            | Sandefjord BK         | 4:1       | Kragerø IF          |
|            | IL Sandviken          | 1:4       | Årstad IL           |
|            | Sarpsborg FK          | 0:2       | Sandaker SFK        |
|            | SK Snøgg              | 1:2       | Skeid Oslo          |
|            | Steinkjer FK          | 3:1       | SK Freidig          |
|            | Storms BK             | 1:4       | Fredrikstad FK      |
|            | Strømmen IF           | 2:1       | Mjøndalen IF        |
|            | Viking Stavanger      | 3:2       | SK Vard Haugesund   |
|            | Vålerenga Oslo        | 0:1       | Selbak TIF          |
|            | FK Ørn                | 4:4 n. V. | IF Pors             |

### Wiederholungsspiel
| Datum      |         | Ergebnis |        |
| ---------- | ------- | -------- | ------ |
| 21.06.1959 | IF Pors | 3:2      | FK Ørn |

## 3. Runde
| Datum      |                     | Ergebnis  |                       |
| ---------- | ------------------- | --------- | --------------------- |
| 09.08.1959 | Selbak TIF          | 0:0 n. V. | Sandefjord BK         |
|            | Fredrikstad FK      | 1:3       | SK Nessegutten        |
|            | Sandaker SFK        | 3:0       | Årstad IL             |
|            | Skeid Oslo          | 7:2       | Steinkjer FK          |
|            | Lillestrøm SK       | 5:2       | FK Kvik Trondheim     |
|            | Kapp IF             | 3:2       | SFK Lyn Oslo          |
|            | Eik IF              | 1:4       | FK Gjøvik Lyn         |
|            | Larvik Turn         | 5:0       | FK Fremad Lillehammer |
|            | IF Pors             | 2:1 n. V. | Strømmen IF           |
|            | Start Kristiansand  | 0:1       | Frigg Oslo FK         |
|            | Bryne FK            | 3:3 n. V. | Odds BK               |
|            | SK Jarl             | 2:5       | Brann Bergen          |
|            | SK Djerv            | 0:2       | Viking Stavanger      |
|            | IL Hødd             | 1:3       | Greåker IF            |
|            | Kristiansund FK     | 0:1       | Asker SK              |
|            | Rosenborg Trondheim | 1:0       | Raufoss IL            |

### Wiederholungsspiele
| Datum      |               | Ergebnis |            |
| ---------- | ------------- | -------- | ---------- |
| 12.08.1959 | Sandefjord BK | 2:1      | Selbak TIF |
|            | Odds BK       | 5:0      | Bryne FK   |

## 4. Runde
| Datum      |                  | Ergebnis  |                     |
| ---------- | ---------------- | --------- | ------------------- |
| 29.08.1959 | Greåker IF       | 1:0       | Rosenborg Trondheim |
| 30.08.1959 | Frigg Oslo FK    | 3:2 n. V. | Lillestrøm SK       |
|            | Asker SK         | 0:3       | Larvik Turn         |
|            | FK Gjøvik Lyn    | 0:1       | Sandefjord BK       |
|            | Odds BK          | 3:0       | Kapp IF             |
|            | Viking Stavanger | 1:0       | IF Pors             |
|            | Brann Bergen     | 2:2 n. V. | Sandaker SFK        |
|            | SK Nessegutten   | 1:0       | Skeid Oslo          |

### Wiederholungsspiel
| Datum      |              | Ergebnis |              |
| ---------- | ------------ | -------- | ------------ |
| 02.09.1959 | Sandaker SFK | 0:2      | Brann Bergen |

## Viertelfinale
| Datum      |                  | Ergebnis  |                |
| ---------- | ---------------- | --------- | -------------- |
| 20.09.1959 | Viking Stavanger | 2:2 n. V. | SK Nessegutten |
|            | Brann Bergen     | 0:2       | Greåker IF     |
|            | Sandefjord BK    | 3:0       | Larvik Turn    |
|            | Odds BK          | 3:0       | Frigg Oslo FK  |

### Wiederholungsspiel
| Datum      |                | Ergebnis |                  |
| ---------- | -------------- | -------- | ---------------- |
| 27.09.1959 | SK Nessegutten | 0:2      | Viking Stavanger |

## Halbfinale
| Datum      |                  | Ergebnis |               |
| ---------- | ---------------- | -------- | ------------- |
| 04.10.1959 | Viking Stavanger | 4:0      | Odds BK       |
|            | Greåker IF       | 0:2      | Sandefjord BK |

## Finale
| Viking Stavanger                            | Viking Stavanger | Sandefjord BK | Sandefjord BK |
| ------------------------------------------- | --- | --- | ------------- |
| Viking Stavanger                            | \| Finale \| \| 15. Oktober 1959 in Oslo (Ullevaal-Stadion) \| \| Ergebnis: 2:1 n. V. (1:1, 1:1) \| \| Zuschauer: 28.195 \| \| Schiedsrichter: Trygve Dahlgren \| \| Spielbericht \| | \| Finale \| \| 15. Oktober 1959 in Oslo (Ullevaal-Stadion) \| \| Ergebnis: 2:1 n. V. (1:1, 1:1) \| \| Zuschauer: 28.195 \| \| Schiedsrichter: Trygve Dahlgren \| \| Spielbericht \| | Sandefjord BK |
| Viking Stavanger                            | Sverre Andersen – Otto Hermansen, Leif Nicolaisen – Kåre Bjørnsen, Edgar Falch, Sigurd Wold – Rolf Bjørnsen, Olav Nilsen, Åsbjørn Skjærpe, Gustav Hult, Hans Andersen                | Per Einan – Kjell Østby, Yngve Karlsen – Ernst Norli, Thorbjørn Svenssen, Carl Thuve – Rolf Johansen, Hans Sperre, Erik Kristiansen, Arild Havnaas, Gunnar Guthu                     | Sandefjord BK |
| Viking Stavanger                            | 1:0 Rolf Bjørnsen (16.) 2:1 Gustav Hult (97.) | 1:1 Erik Kristiansen (30.) | Sandefjord BK |
| Finale                                      | | |               |
| 15. Oktober 1959 in Oslo (Ullevaal-Stadion) | | |               |
| Ergebnis: 2:1 n. V. (1:1, 1:1)              | | |               |
| Zuschauer: 28.195                           | | |               |
| Schiedsrichter: Trygve Dahlgren             | | |               |
| Spielbericht                                | | |               |